# In the Sierras
In the Sierras (ou Lac Tahoe) est une peinture de paysage des grands espaces américains réalisé en 1868 par le peintre germano-américain Albert Bierstadt. Peinture à l'huile sur toile de 33 × 40,6 cm, il est conservé au Fogg Art Museum à Cambridge (Massachusetts) depuis 1940 grâce à un legs privé.

## Histoire
Le tableau est acheté vers 1880 par Abijah Curtiss. Son fils Frederic le donne au Fogg Art Museum en 1940.

## Description
Par son voyage exploratoire dans les Rocheuses, Bierstadt ramène de nombreux croquis lui permettant de peindre, revenu en atelier, les grands paysages emblématiques de l'Amérique du Nord. Comme dans tous ses tableaux des Rocheuses, si la nature impose sa majesté, aucune trace humaine n'est visible ici a contrario de plusieurs autres de ses tableaux montrant explorateurs ou Amérindiens, ou animaux sauvages. Entouré de montagnes vertigineuses des Sierras (dont Bierstadt exagère picturalement les hauteurs), le lac Tahoe (autre titre) est présenté comme le sujet principal, aux reflets des pentes éclairés au centre de la rive adverse, encadré de falaises escarpés. Un sommet enneigé pointe vers le ciel dans un ciel nuageux, le tout exprimant la force violente de la nature.

Autres traitements du même sujet.
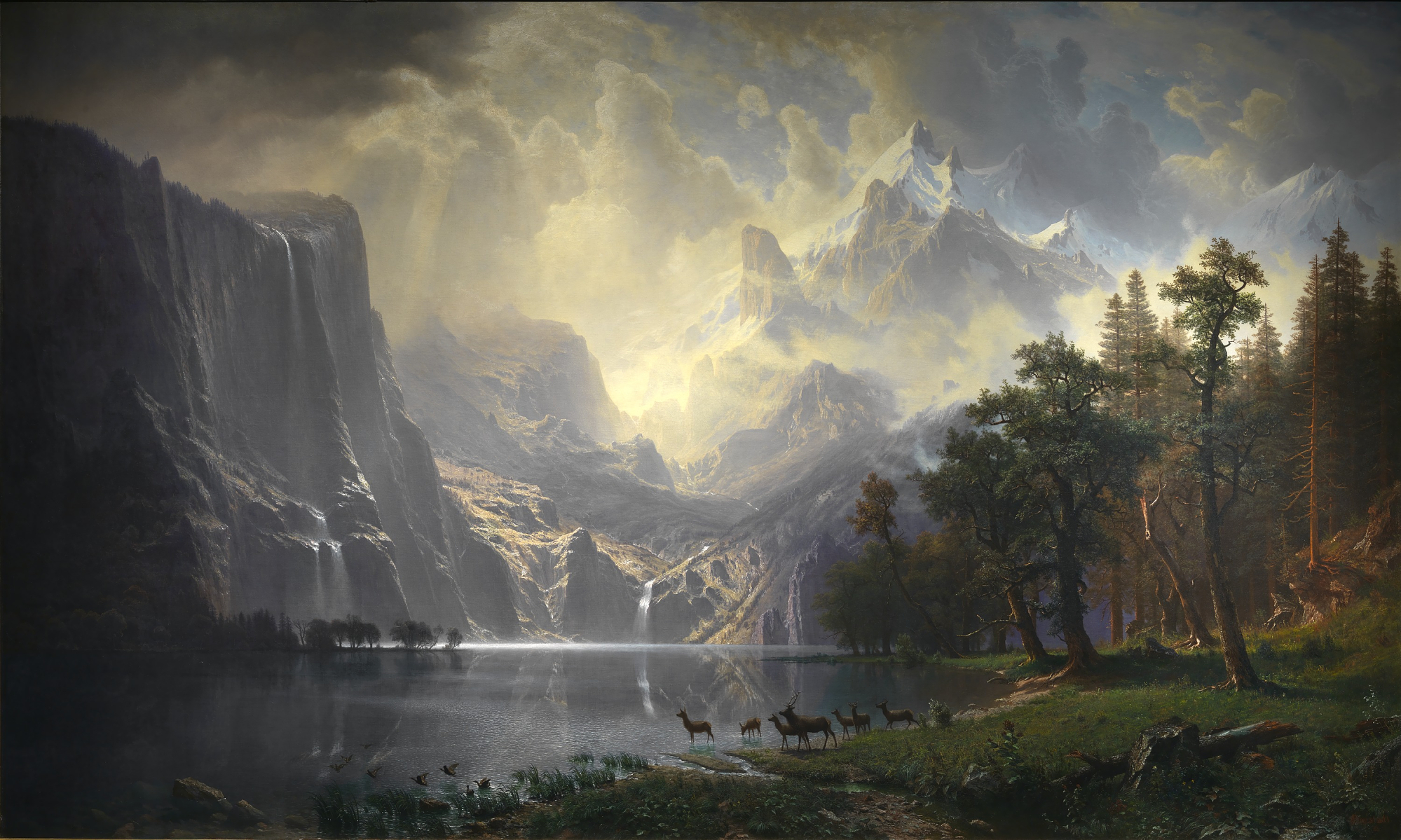
... avec rive droite et troupeau de cervidés dans Among the Sierra Nevada Mountains.
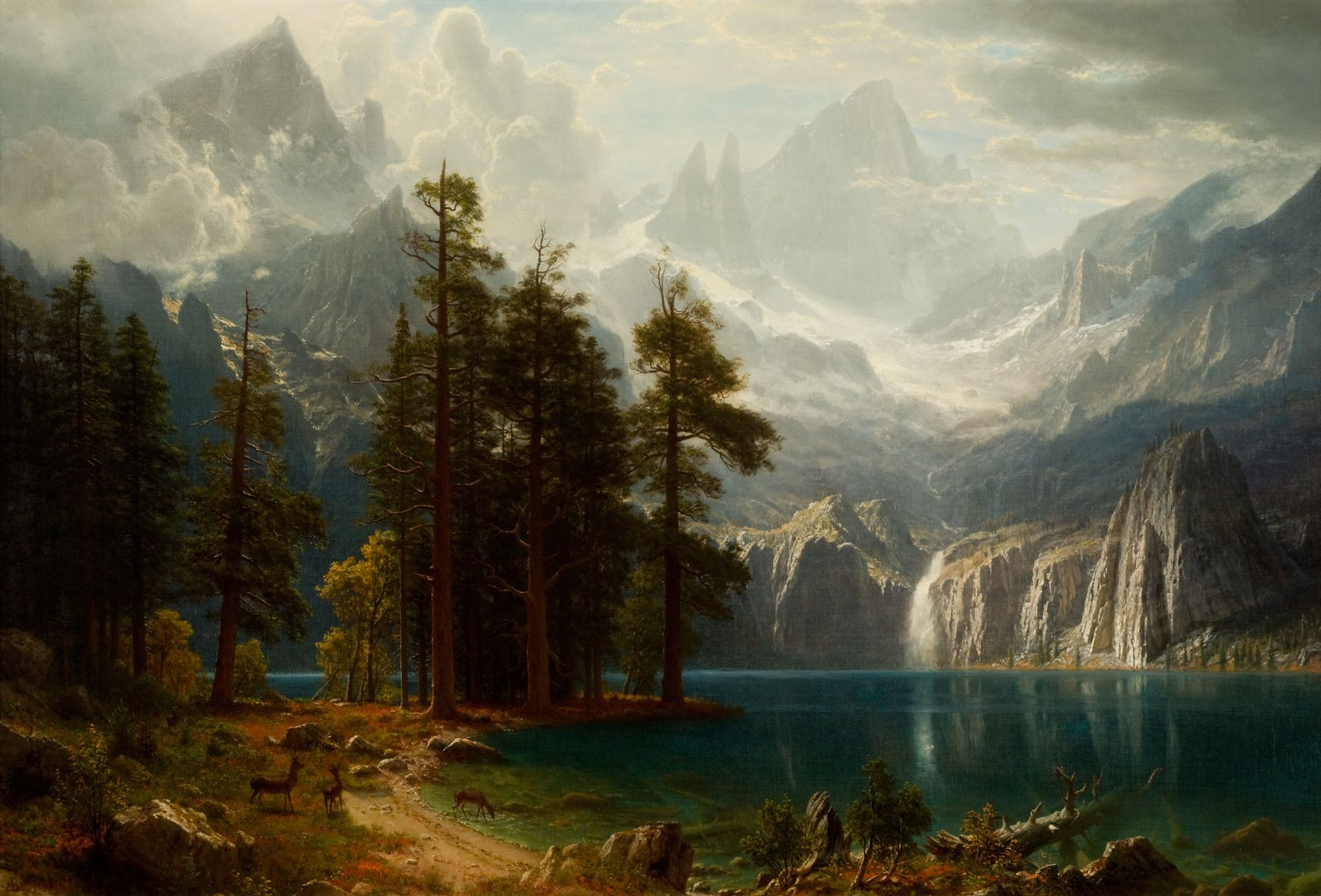
... avec rive gauche proche et détaillée dans Sierra Nevada.